# 瓦尔德莫尔
瓦尔德莫尔（德語：Waldmohr，發音：[ˈvaltˌmoːɐ̯]）是德国莱茵兰-普法尔茨州库瑟尔县的城市，面积13.03平方千米，2023年12月31日人口为5,281人。